# Robert Abela
Pour les articles homonymes, voir Abela.
Robert Abela, né le 7 décembre 1977 à Tas-Sliema, est un homme d'État maltais. Membre du Parti travailliste (PL), il est Premier ministre depuis le 13 janvier 2020.
Après une carrière d'avocat dans le cabinet de son père George Abela, président de Malte entre 2009 et 2014, il est élu en 2017 à la Chambre des représentants. En parallèle de son mandat parlementaire, il est conseiller juridique personnel du Premier ministre Joseph Muscat.
En janvier 2020, il est élu chef du Parti travailliste en remplacement de ce dernier, sur un discours de continuité avec l'action de son prédécesseur. Il lui succède juste après à la direction du gouvernement maltais.

## Jeunesse et formation
Robert Abela naît le 7 décembre 1977 à Tas-Sliema.
Après des études primaires et secondaires à Santa Luċija puis Bormla, il entre en 1995 à l'université de Malte, où il étudie le droit. Achevant son cursus en 2002 comme avocat, il travaille dans le cabinet de son père, où il se spécialise en droit du travail, de la famille, de l'urbanisme et industriel.

## Ascension politique discrète
En 1996, Robert Abela s'engage en politique au sein du Parti travailliste (PL) et milite pour son père, George Abela, aux élections générales du 26 octobre 1996. Il participe douze ans plus tard à la campagne infructueuse de ce dernier pour la direction du Parti travailliste, qui échoit finalement à Joseph Muscat,.
Lors des élections générales anticipées du 3 juin 2017, il est élu à la Chambre des représentants dans le sixième district avec 4 222 voix au quatorzième décompte, après avoir recueilli 3 403 suffrages exprimés lors du premier. Son nom était évoqué comme potentiel candidat depuis trois ans déjà, après que Marie-Louise Coleiro Preca avait été élue à la présidence de la République alors qu'elle était capable de capter plus de 14 000 voix en sa faveur et celle des travaillistes.
À la suite du scrutin, le Premier ministre Joseph Muscat le nomme conseiller juridique personnel, une fonction bénévole qui lui permet de participer aux réunions du conseil des ministres et que son père avait occupé entre 1996 et 1998. Il refuse un peu plus tard la proposition du chef de l'exécutif d'être nommé secrétaire parlementaire et affirme publiquement qu'il ne s'expliquera pas sur ce refus.

## Premier ministre de Malte

### Chef du Parti travailliste
À la suite de l'annonce de la prochaine démission de Joseph Muscat, Robert Abela annonce le 7 décembre 2019 qu'il postule à la direction du Parti travailliste. Second impétrant après le vice-Premier ministre Chris Fearne, il dénonce sur sa page Facebook la tentative de conclusion de ce qu'il appelle « un pacte diabolique » sous les auspices de Muscat et selon lequel Abela aurait renoncé à se présenter pour devenir l'adjoint de Fearne.
Le 12 janvier 2020, après que plus de 92 % des 17 500 adhérents travaillistes ont pris part au scrutin, il est proclamé élu avec près de 58 % des suffrages exprimés. Là où Chris Fearne promettait des réformes profondes, Robert Abela s'est posé en garant de la continuité du bilan de Joseph Muscat, qu'il avait qualifié de « recettes gagnantes ».

### Prise de fonction
Robert Abela prend ses fonctions de Premier ministre de Malte au lendemain de son élection, le 13 janvier 2020. Après s'être rendu au palais magistral, où, accueilli par son père, il prête serment devant le président George Vella, il s'installe à l'Auberge de Castille et se réunit avec les représentants membres du groupe parlementaire travailliste. Il est le premier titulaire de cette fonction né après l'abolition de la monarchie et l'instauration de la République en 1974 et le deuxième — après Joseph Muscat — né après l'indépendance de l'archipel en 1964. Il annonce la composition de son gouvernement, qui compte un total de vingt-six membres en l'incluant, soit l'effectif le plus important de l'histoire maltaise.

### Reconduction
Le 20 février 2022, Robert Abela annonce la tenue des élections générales pour le 26 mars suivant. Sur la base d'un décompte préliminaire reconnu comme fiable par les deux grands partis et sans connaître les résultats définitifs, le Premier ministre revendique la victoire au lendemain de ce scrutin au cours duquel la participation atteint 85 % des inscrits, soit le plus faible niveau depuis l'indépendance de Malte, en 1964. Lui-même réélu à la Chambre des représentants dans les deuxième et cinquième districts, il est désigné par son parti pour représenter le deuxième, où il a recueilli 11 694 voix.
Robert Abela est reconduit dans les fonctions le 28 mars, les résultats définitifs accordant 55 % des voix au Parti travailliste et une avance d'environ 40 000 voix sur le Parti nationaliste, un chiffre élevé en regard des 350 000 électeurs inscrits. Son second gouvernement rassemble dix-huit ministres qui prêtent serment deux jours plus tard.

## Famille et vie privée
Robert Abela est le fils de George Abela, président de Malte entre 2009 et 2014, et de son épouse Margaret. Il est marié depuis 2007 et père d'une fille, née en 2012.